# Passage à niveau en France
Les passages à niveau en France ont été éliminés des lignes où les trains circulent à plus de 160 km/h (avec toutefois quelques exceptions) et des autoroutes et voies rapides (excepté le passage à niveau situé sur le périphérique lyonnais). La plupart des passages à niveau subsistants se trouvent à l'intersection de lignes et de routes à faible circulation.
En France, il existe 15 038 passages à niveau en 2021 (contre 33 500 en 1938 et 25 000 en 1980), dont 1 % sur des routes nationales, 32 % sur des routes départementales et 67 % sur des voies communales. Aucun passage à niveau n’est situé sur une ligne à grande vitesse (LGV), mais des accidents peuvent impliquer des TGV lorsque ces derniers roulent sur des lignes classiques. Dans ce cas, leur vitesse ne dépasse pas 160 km/h.
Les passages à niveau munis d'un fort moment de circulation sont munis de barrières. Aussi, à cause la circulation, le risque pour un usager traversant un passage à niveau signalé statiquement (croix dite de Saint-André) est 60 fois supérieur à la traversée d'un passage à niveau à signal dynamique (barrières, feux clignotants).
Les passages à niveau sont souvent munis d'un téléphone (sur une borne de couleur orange) pour prévenir les gestionnaires du chemin de fer et d'un plan indiquant le passage à niveau le plus proche le tout en cas de besoin.

## Histoire
En 1843, le passage à niveau sur les routes royales et départementales est autorisé. Le passage à niveau sur la ligne de Paris à Rouen ne l'est cependant pas.
La loi du 15 juillet 1845 et l'ordonnance du 15 novembre 1846 précisent que les croisements d'un chemin de terre à niveau doivent être munis de barrières maintenues fermées.
Citations réglementaires :
- Texte de 1845 : « Partout où les chemins de fer croiseront de niveau les routes de terre, des barrières seront établies et tenues fermées conformément aux règlements ».
- Texte de 1846 : « Partout où un chemin de fer est traversé à niveau, soit par une route à voitures, soit par un chemin destiné au passage des piétons, il sera établi des barrières. Le mode, la garde et les conditions de service des barrières seront réglés par le ministre des travaux publics, sur la proposition de la compagnie, pour assurer l'exécution de ces dispositions »[6].

En 1853, la jurisprudence établit que les routes accolées, afin d'éviter un second passage à niveau trop proche d'un premier, ne sont pas à la charge des compagnies de chemin de fer. En 1854, un cahier des charges du chemin de fer établit une maison de garde à chaque passage à niveau.
En 1856, il est considéré que le système de lisse utilisé en Belgique et en Angleterre ne peut pas être utilisé en France, où le public doit être protégé de sa propre imprudence.
En 1861, dans les chemins de fer de Paris à Orléans, un mât de signaux est utilisé là où les passages à niveau sont gardés par un veilleur de nuit.
En 1864, la jurisprudence contient un modèle de cahier des charges qui prévoit que le croisement à niveau du chemin de fer et des routes ne pourra s'effectuer sous un angle de moins de 45 degrés, et que chaque passage à niveau sera muni de barrières.

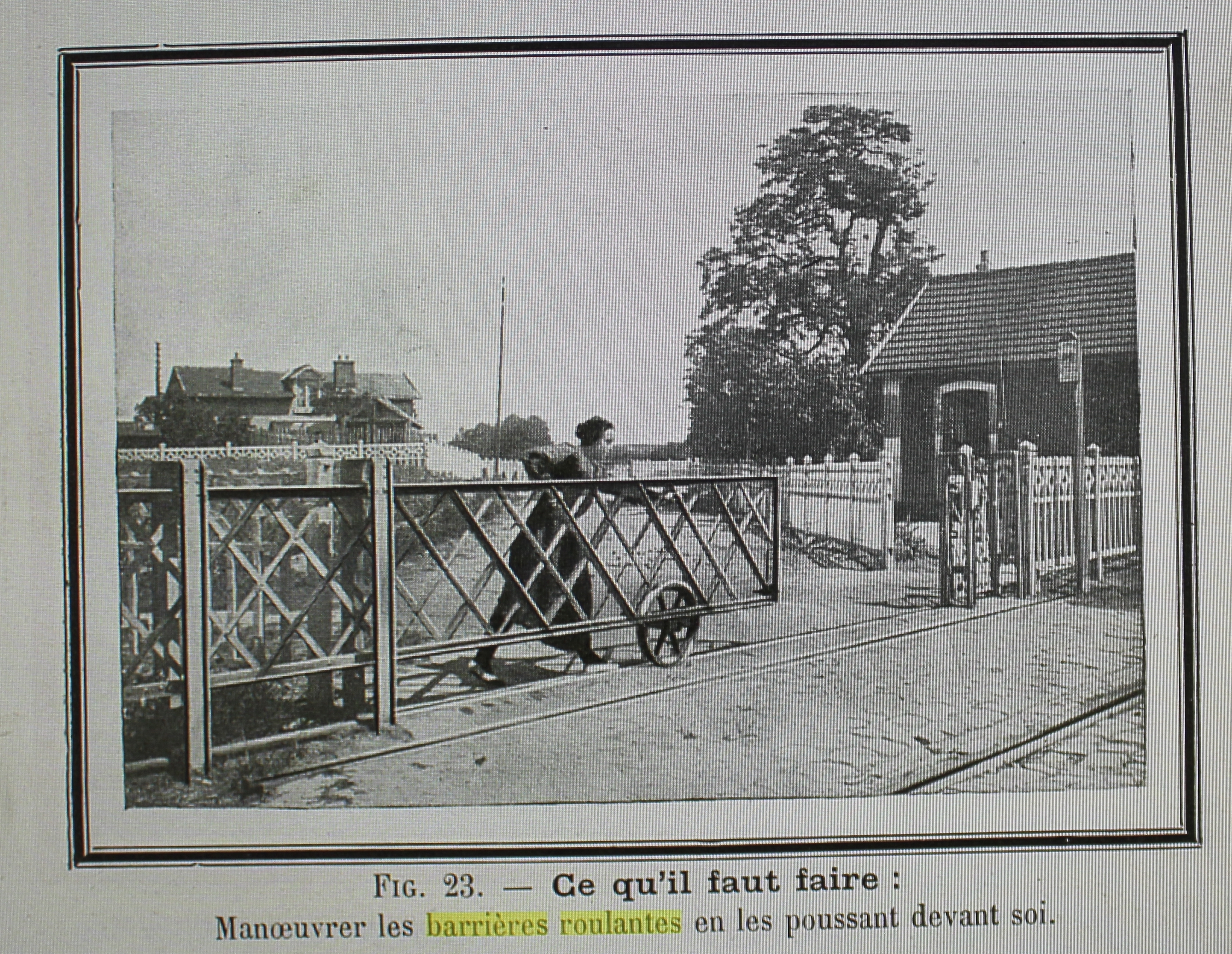
Barrière roulante manipulable par une femme (photo de 1887).

À la fin du XIXe siècle, plusieurs types de barrières existent : à palissade, à vantaux ou coulissantes. Certaines sont suffisamment faciles à manier pour pouvoir être maniées par une femme. Les systèmes de fermeture varient : certaines barrières sont fermées en permanence et ne sont ouvertes qu'au passage des automobiles, tandis que d'autres ne se ferment qu'au passage des trains.
Des passages piétons sont accolés aux passages à niveau pour les automobiles ; ils peuvent fonctionner avec un tourniquet ou avec le système Breguet.
Dès 1899, certains passages à niveau sont munis de disques à distance, et d’avertisseurs. Ces dispositifs peuvent être automatiques ou manœuvrés par le gardien.
À l'époque de la traction animale, les accidents étaient peu nombreux en raison du nombre réduit des déplacements et des faibles vitesses pouvant alors être pratiquées. Avec le développement de l'automobile, les accidents sont devenus plus nombreux.

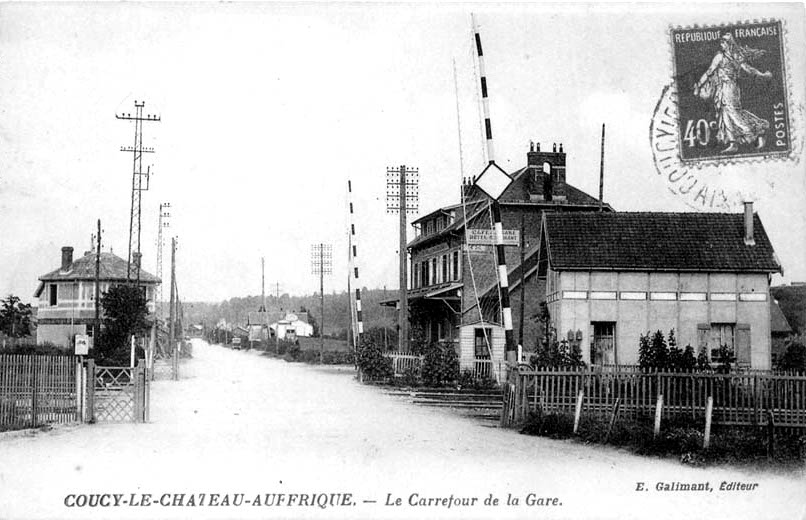
Passage à niveau à Coucy-le-Château, avant 1940 (barrières levées).

En 1926, une convention internationale propose des panneaux bleus pour avertir de la proximité du passage à niveau.
En 1928, la Compagnie du Nord utilise déjà la formule « Un train peut en cacher un autre ».
De 1928 à 1930, il y avait environ 147 piétons et 50 automobilistes tués annuellement, aussi bien sur les passages avec barrières que sur les passages sans, sur les principaux passages de la France métropolitaine.
En 1938, le ministère français ne croit pas que l’automatisation soit à même d'améliorer la sécurité routière, dans la mesure où le nombre de morts, qui s'élève alors à 45, est faible. À la même époque, en Amérique du Nord, un feu rouge s'allume automatiquement avant l'arrivée d'un train.
La première automatisation des barrières d'un passage à niveau a été installée en février 1949 à Ervy-le-Châtel, sur la ligne Saint-Florentin à Troyes, aujourd'hui partiellement déferrée[réf. nécessaire]. En 1952, plus de 200 avaient déjà été installés[réf. nécessaire].
Le 8 novembre 1963, est décidé d'équiper 40 passages à niveau de quatre demi-barrières automatiques. Cette décision se base sur une expérimentation préalablement effectuée sur dix passages à niveau. En 1964, la SNCF pense à installer à Antony des demi-barrières automatiques munies d'une simple barre horizontale, qui permettent d'éviter le gardiennage, mais qui sont moins protectrices que les barrières précédemment existantes.

## Types de passages à niveau
Environ 15 300 sont des passages à niveau non gardés, dont 11 200 sont équipés de signalisation automatique lumineuse et 4 100 de simple croix de saint André. Les passages à niveau automatisés sont équipés d'un feu rouge clignotant, qui impose l'arrêt absolu, doublé d'une sonnerie, et préannoncé par un signal triangulaire montrant une barrière pour les passages à niveau équipés de barrières et une locomotive qui fume pour les passages à niveau sans barrières. En 2007 le seuil qui justifie l'installation d'un équipement lumineux automatique est d'au moins 100 passages de véhicules par jour.

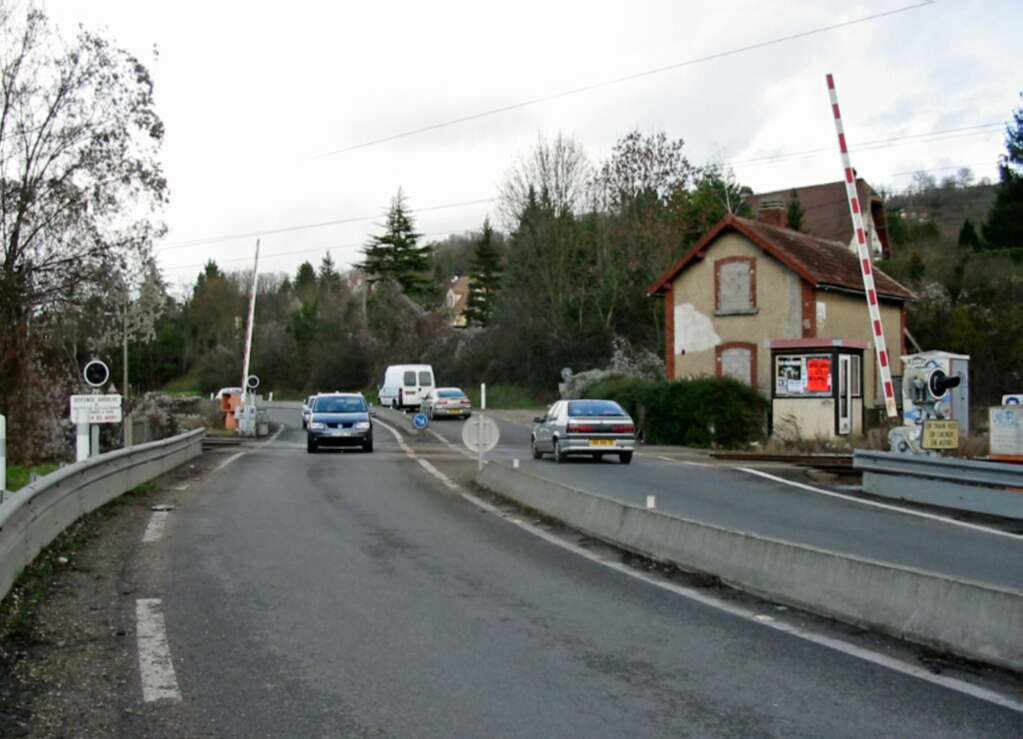
Passage à niveau automatique à deux demi-barrières.

On distingue plusieurs types de passage à niveau :
- selon qu'ils sont gardés (par des gardes-barrières) ou non gardés ;
- selon qu'ils sont munis ou non de feux et de barrières (2 demi-barrières pour fermer la chaussée de droite ou 4 demi-barrières pour fermer toute la chaussée ou encore de 2 barrières complètes pour fermer toute la chaussée) ; les PN gardés sont toujours équipés de barrières ;
- selon qu'ils sont publics ou privés ;
- selon qu'ils sont ouverts aux véhicules ou seulement aux piétons.

Les passages à niveau les plus répandus sur le réseau ferré français sont les passages à niveau à Signalisation Automatique Lumineuse et Sonore (en abrégé, PN à SAL).
La liste des passages à niveau du Réseau Ferré National Français avec la classification, les coordonnées géographiques (Lambert 93 et WGS84), le franchissement difficile pour véhicules surbaissés…
Il en existe plusieurs types :

### PN à SAL à feux seuls: SAL 0
Ce type de PN à SAL ne comporte pas de barrières. Il est donc peu utilisé, uniquement sur les voies routières ayant un trafic extrêmement faible. On n'installe plus de PN de ce type depuis 1973. Fin 2014, il n'en subsistait plus que 3 468 sur le réseau ferroviaire national. En 2015, il n'en existait plus que 2 777.
Sa signalisation de position se compose de deux ou quatre feux routiers rouges clignotants appelés R24 et d’un signal sonore.

### PN à SAL à deux demi-barrières: SAL 2
Ce type de PN à SAL est le plus répandu. Il est employé sur tous les types de routes.
Sa signalisation de position se compose de feux routiers rouges clignotants (deux par sens de circulation routière) appelés R24, d’un signal sonore et de deux demi-barrières barrant chacune la moitié droite de la chaussée.

### PN à SAL à deux barrières: SAL 2B
Le PN à SAL 2B contrairement au SAL 2, est muni de deux barrières, barrant entièrement la chaussée. L'arrêté ministériel du 18 mars 1991 en interdit l'installation. En 2014, il existe 1 656 passages à niveau gardés.

### PN à SAL à quatre demi-barrières: SAL 4

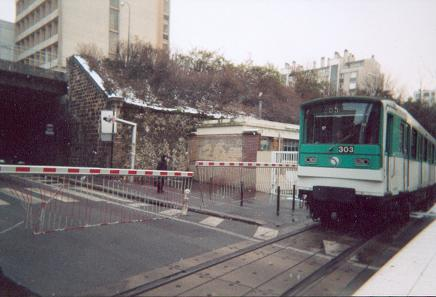
Passage à niveau à 4 demi-barrières pour l'accès aux ateliers du métro de Paris.

Un passage à niveau automatique peut être équipé de quatre demi-barrières (SAL 4),dans les cas particuliers suivants :
- passages à niveau situés à proximité d’un point d’arrêt où de nombreux trains s’arrêtent ;
- fermetures régulières et prolongées d’un PN sans passage immédiat d’un train ;
- passages à niveau situés à proximité d’un centre scolaire ou sportif.

Il peut générer un risque d'enfermement de l'automobiliste entre les barrières.
Sa signalisation de position se compose de :
- feux routiers rouges clignotants (deux par sens de circulation routière) appelés R24 ;
- un signal sonore ;
- quatre demi-barrières :
  - deux demi-barrières, dites d'entrée, barrant la moitié droite de la chaussée,
  - deux demi-barrières, dites de sortie, barrant la moitié gauche de la chaussée et qui se ferment une fois que les barrières d'entrée sont en position basse. Le temps de fermeture est donc rallongé de quelques secondes.

## Dangerosité des passages à niveau

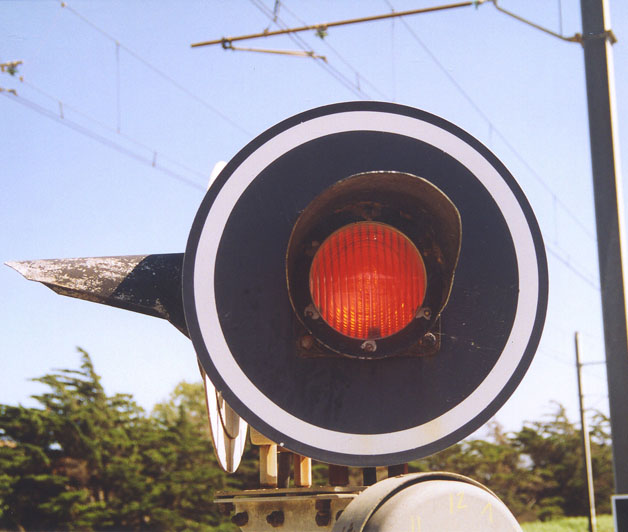
Signal d'annonce lumineux de passage à niveau.

En 1938, les passages à niveau représentaient 1 % de la mortalité routière, qui s'élevait alors à 4 500 morts.
Sur les 15 459 passages à niveau, 154 figurent sur la liste des passages à niveau inscrits au programme de sécurisation national.
En France en 2015, il y a eu 100 collisions à des passages à niveau ayant provoqué 26 décès. En 2016, ces chiffres deviennent respectivement 128 et 31 et en 2017, 109 et 42.
Ces accidents sont souvent la conséquence d'imprudences, comme le passage en chicane des demi-barrières, en infraction avec le code de la route.
Entre 2010 et 2017, comparée à ses pays voisins, pour les nombres de tués, blessés hospitalisés et accidents significatifs pondéré du nombre de trains, la France (FR) surpasse l'Allemagne (DE), le Royaume-Uni (UK), l'Espagne (ES), et l'Italie (IT) et la Confédération suisse (CH) mais fait mieux que la Belgique (BE) selon indicateur de gravité des accidents aux passages à niveau par million de train-kilomètres, moyenne sur une durée de 5 ans.
| Accidents | |
| --- | --- |
| Pour des raisons techniques, il est temporairement impossible d'afficher le graphique qui aurait dû être présenté ici. | |
| Individus | SNCF |
| Pour des raisons techniques, il est temporairement impossible d'afficher le graphique qui aurait dû être présenté ici. | Pour des raisons techniques, il est temporairement impossible d'afficher le graphique qui aurait dû être présenté ici. |
| Source : Sécurité routière                                                                                             | Source : SNCF Réseau.                                                                                                  |

En France, le taux d'accident correspond à la formule:
{\displaystyle accidents=V^{0,36}\times T^{0,64}} avec:
- V: trafic routier V (en véhicule/jour) à la puissance 0,36
- T: le nombre de train par jour T à la puissance 0,64

Toutefois, le passage à niveau qualifié de scélérat représentant 10 % du total ont un taux supérieur — et donc moins bon — que celui prévu par le modèle.

### Cause et typologie des accidents
En 2000, l'étude « Enquête sur les mécanismes de production d'accidents sur passages à niveau : analyse d'un échantillon de procès-verbaux approfondis » donne un aperçu de causes d'accidents sur les passages à niveau en France, sur la base d'un échantillon de 92 cas d'accidents.
| Typologie                                                            | Cause | Nombre de cas | Nombre de tués | Nombre de blessés graves | Nombre de blessés légers |
| -------------------------------------------------------------------- | ----- | ------------- | -------------- | ------------------------ | ------------------------ |
| Surprise d'un PN actif                                               |       |               |                |                          |                          |
| Problèmes de visibilité par tracé                                    | 6     | 1             | 1              | 1                        |                          |
| Problèmes divers de gêne à la visibilité                             | 5     | 1             | 9              | 22                       |                          |
| Perturbation de l'attention                                          | 2     |               | 1              |                          |                          |
| En approche, surpris par le déclenchement de la fermeture du PN      | 2     | 2             |                |                          |                          |
| Surprise aggravée par l'alcoolisation                                | 5     | 1             | 2              | 4                        |                          |
| Configuration particulière associée à l'âge                          | 6     | 5             |                | 2                        |                          |
| Surprise de l'arrivée d'un train au non-respect d'un arrêt           |       | 9             | 6              | 4                        |                          |
| Passages en chicane                                                  |       |               |                |                          |                          |
| Après passage d'un train, sans attendre la réouverture des barrières | 4     | 2             | 2              |                          |                          |
| Traversée d'emblée en chicane                                        | 12    | 10 (ou +)     | 3 (ou +)       |                          |                          |
| Immobilisation sur le PN                                             |       | 5             | 2              |                          | 1                        |
| Pertes de contrôle                                                   |       |               |                |                          |                          |
| Chute de deux-roues à l'occasion du franchissement de la voie ferrée | 3     |               | 2              | 2                        |                          |
| Pertes de contrôle en courbe                                         | 12    | 1             | 4              | 12                       |                          |
| Pertes de contrôle aggravées par l'alcoolisation                     | 11    | 2             | 4              | 8                        |                          |
| Cas singuliers non classés                                           |       | 10            |                |                          |                          |

| Nombre de cas | Nombre de tués |
| --- | --- |
| Pour des raisons techniques, il est temporairement impossible d'afficher le graphique qui aurait dû être présenté ici. | Pour des raisons techniques, il est temporairement impossible d'afficher le graphique qui aurait dû être présenté ici. |

| Nombre de blessés graves (BG)                                                                                          |
| --- |
| Pour des raisons techniques, il est temporairement impossible d'afficher le graphique qui aurait dû être présenté ici. |
| Source : INRETS – Sétra, juin 2000,                                                                                    |

| cause | explication |
| --- | --- |
| j’ai pas vu ou j’ai vu trop tard | souvent une inattention, parfois une impossibilité de voir la situation, le train. Facteurs environnementaux : attention détournée, manœuvres délicates, publicité, téléphone |
| j’ai eu un problème et je n’ai pu dégager assez vite                                                                                  | véhicule surbaissé ou en manœuvre lente et difficile. engin (poussette, cycle...) bloqué dans le passage. Personne ayant chuté.                                               |
| je suis passé, automobiliste, en chicane ou, piéton, la barrière fermée car j’ai estimé que j’avais le temps de passer avant le train | Violation délibérée du code la route. |

### Investigations
Certains accidents de passages à niveau ont donné lieu à enquête du Bureau d'enquêtes sur les accidents de transport terrestre (BEA-TT) (Allinges, Saint-Médard-sur-Ille, Millas, etc.), avec publication d'un rapport. Toutefois, le BEA-TT n'ayant été créé qu'en 2004, il ne couvre pas des accidents plus anciens, comme celui de Port-Sainte-Foy en 1997.
Ces enquêtes techniques sont rédigées selon le code des transports. La détermination des responsabilités juridiques étant plutôt, le cas échéant, une question judiciaire.

### Actions de sécurisation

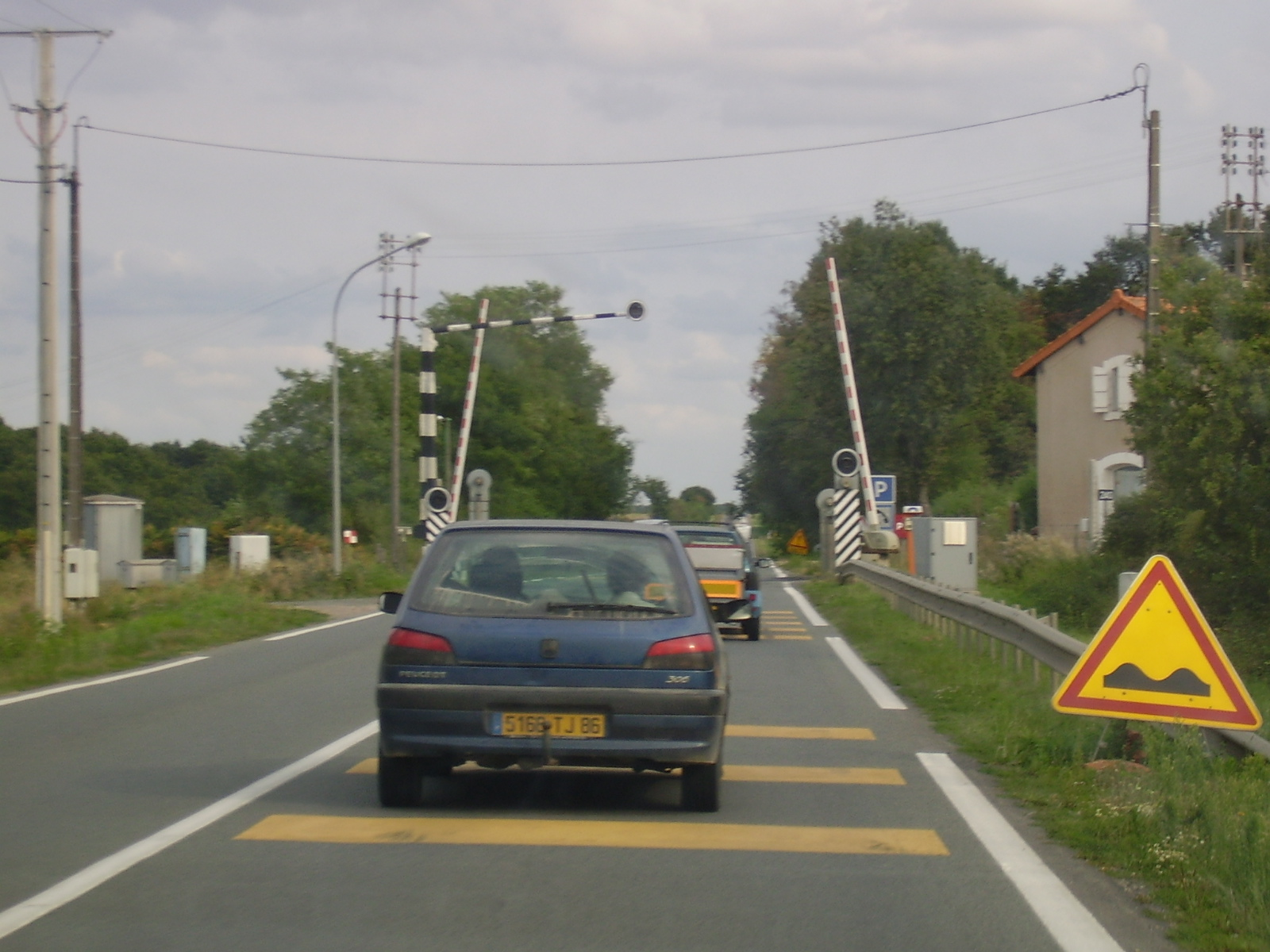
Passage à niveau de Lhommaizé (Vienne), sur la RN 147.

Pour réduire le nombre d'accidents sur les passages à niveau de France, deux actions sont en cours en 2016 :
- des suppressions de passages à niveau inscrits au programme de sécurisation sont financées à 50 % par l’État et SNCF Réseau[27], avec la participation complémentaire des collectivités territoriales ;
- des radars de franchissement des passages à niveau ont été mis en place (80 à fin 2016). Le montant de l’infraction est de 135 € et un retrait de 4 points sur le permis de conduire[28],[29].

SNCF Réseau, avec la délégation à la sécurité et à la circulation routières, a équipé 22 passages à niveau avec des radars de vitesse, entre 2009 et 2012. Il a également équipé 38 passages à niveau avec 72 radars de franchissement, depuis 2012.
La suppression des passages à niveau est une œuvre de longue haleine à cause de son coût, entre 5 et 7 millions d'euros en moyenne, des délais de procédure administrative (y compris les querelles locales), d'étude et de réalisation relativement longs (environ 5 ans), enfin la configuration des lieux ne se prête pas toujours aisément à l'opération.
Des améliorations de passages à niveau sont également réalisées.
Une instruction du Gouvernement du 1er juillet 2014 a défini un plan d'action qui se décline en quatre axes :
- en finir avec les passages en force ;
- répondre aux besoins des poids lourds et des autocars ;
- améliorer l’information des usagers de la route ;
- sécuriser les passages à niveau dont la suppression ou l’équipement est jugé prioritaire.

Le suivi de ce plan est assuré par l’instance de coordination de la politique nationale d’amélioration de la sécurité des passages à niveau, composée des représentants des ministères de l’environnement, de l’énergie et de la mer et de l’intérieur, de SNCF Réseau, des représentants des collectivités territoriales, des organismes de contrôle de la sécurité ferroviaires l’Établissement public de sécurité ferroviaire (EPSF) et le Service technique des remontées mécaniques et des transports guidés (STRMTG), le Centre d'études et d'expertise sur les risques, l'environnement, la mobilité et l'aménagement (CEREMA), des professionnels du transport routier, de l’Union des transports publics et ferroviaires (UTP), de la Fédération nationale des associations d'usagers des transports (FNAUT) et de la Fédération nationale des victimes d'attentats et d'accidents collectifs (FENVAC)[Pas dans la source].
Un comité ministériel sur la sécurité des passages à niveau se réunit tous les ans, généralement lors de la journée nationale de la sécurité aux passages à niveau.
L’objectif est de constater l’avancée des actions menées dans le cadre du plan interministériel, d’analyser les résultats et d’identifier les progrès à réaliser.
Le premier volet du plan d'action consiste à faire évoluer les comportements au franchissement des passages à niveau. En effet, 98 % des accidents sont dus à des comportements à risque des automobilistes sur la route.
Les actions consistent en :
- le renforcement des mesures de sensibilisation pour les poids lourds et les autocars, par la formation, les transports exceptionnels bénéficiant de mesures spécifiques ;
- l’intégration dans les GPS des informations relatives aux passages à niveau, améliorer la signalétique des téléphones d’urgence situés aux abords des passages à niveau pour inciter les usagers de la route à les utiliser pour informer le gestionnaire de l’infrastructure ferroviaire de toute situation anormale sur les passages à niveau notamment la présence d’obstacles sur la voie ferrée et des dérangements des installations automatiques ;
- la campagne de sensibilisation de SNCF Réseau, en partenariat avec la sécurité routière, s’inscrit dans cette démarche de sensibilisation aux comportements à risque.

Le second volet du plan d'action concerne la sécurisation des passages à niveau. L’objectif prioritaire est la finalisation des diagnostics sur l’ensemble des passages à niveau concernés, par les gestionnaires de voirie.
En 2015, 8 passages à niveau ont été supprimés. Quatre l'ont été en 2016 et 19 suppressions sont prévues dans les trois prochaines années[réf. souhaitée].

## Retards, dysfonctionnements, maintenance
Pour le réseau ferré de France, soit 29 273 km de lignes en circulation, il y a 18 364 passages à niveau, c'est-à-dire une moyenne d'un passage à niveau tous les 1,59 kilomètre : 1 PN/1,56 km VF. Le dysfonctionnement de ceux-ci entraîne souvent, par mesure de sécurité, la fermeture et le blocage de l'une ou l'autre des voies, routière ou ferrée. La durée du dysfonctionnement dépend alors des signalements, de la rapidité de déplacement et de dépannage des intervenants, et peut donc solliciter la Gendarmerie nationale pour réguler le trafic routier pendant ces dysfonctionnements.

## Régime juridique
Le régime juridique applicable aux passages à niveau croisant voies ferrées et routières, qui sont les plus courants, est d’une grande complexité à cause des distinctions subtiles du droit français, souvent déconcertantes pour les non spécialistes.
Ces passages à niveau sont d'abord des ouvrages publics appartenant au domaine public. À ce titre, ils sont soumis à un régime de droit public, relevant du contrôle des juridictions administratives. Il en résulte deux conséquences essentielles : ils bénéficient d’une protection juridique renforcée, et lorsqu’ils sont à l’origine d’un accident, ils relèvent en principe du régime de responsabilité administrative spécifique applicable aux travaux publics.
Ce sont aussi des installations servant à la circulation ferroviaire, activité considérée comme industrielle et commerciale. À ce titre, ils peuvent relever du droit commun des responsabilités civile et pénale.

### Protection spécifique
La destruction ou la simple dégradation d'un passage à niveau constitue une contravention de grande voirie, sanctionnée d'une amende prononcée par l’administration et relevant du contrôle des juridictions administratives. La personne incriminée peut s'exonérer en invoquant un cas de force majeure, et notamment un dysfonctionnement du dispositif, tel l'abaissement prématuré des barrières.

### Régime de responsabilité en tant qu'ouvrages publics
Il s'applique en principe aux usagers de la voie publique traversant le passage à niveau, lorsqu'ils subissent un dommage se rattachant à un défaut d'aménagement, de signalisation ou d'entretien de l’ouvrage. La solution alors appliquée est apparemment favorable aux victimes, puisqu'elle repose sur une présomption de responsabilité mettant la preuve à la charge de la personne qu'elles mettent en cause, parfois la collectivité propriétaire ou responsable de la police de la voirie si c'est la présignalisation qui est incriminée, et le plus souvent l'opérateur ferroviaire si le dommage résulte du mauvais fonctionnement de l'installation. Ainsi, pour le Conseil d'État, une commune démontre avoir entretenu normalement son chemin vicinal si elle y a implanté à l'approche d'un passage à niveau deux panneaux réglementaires bien visibles, l'un à 100 mètres, l'autre à 10 mètres de l'ouvrage. En revanche, l'absence de système de signalisation permettant de franchir le passage à niveau dans des conditions de sécurité adéquates est assimilable à un défaut d'entretien normal. De même, s'il existe entre les rails des ornières susceptibles de bloquer les véhicules lors de leur passage, cette défectuosité s'oppose à ce que la SNCF prouve l'entretien normal, comme lorsque les barrières peuvent s'abaisser sans pré-annonce, même si le dérèglement est l'effet d’un acte de malveillance.
Il est cependant fréquent que les juridictions administratives, même lorsqu'elles admettent un défaut d'entretien normal, engageant la responsabilité de la collectivité, en atténuent la portée en considérant que la victime a elle-même commis une faute réduisant, ou supprimant totalement, son droit à réparation.

### Régime de responsabilité comme accessoires d'un service industriel et commercial
Ce régime s'appliquait initialement aux seuls passagers des trains victimes de dommages lors des accidents de passage à niveau. Ils sont en effet considérés comme usagers non de l'ouvrage public, mais du service public ferroviaire, qui présente un caractère industriel et commercial, et est soumis aux règles de responsabilité du droit civil, appliquées par les tribunaux judiciaires.
Bien que les usagers des voies publiques croisant le chemin de fer sur un passage à niveau puissent difficilement être considérés comme utilisant le service de transport ferroviaire, les tribunaux judiciaires ont fini aussi par se reconnaître compétents pour statuer sur leur action en responsabilité, lorsque les accidents peuvent être imputés à des « fautes d’exploitation » du service, « séparables de [l']ouvrage ».
La loi no 85-677 du 5 juillet 1985, tendant à l'amélioration de la situation des victimes d'accidents de la circulation et à l'accélération des procédures d'indemnisation, aurait pu être l'occasion d'unifier totalement au profit du juge judiciaire la compétence pour connaître des accidents de passage à niveau. En effet, son article 1er la déclare applicable « aux victimes d'un accident de la circulation dans lequel est impliqué un véhicule terrestre à moteur ainsi que ses remorques ou semi-remorques, à l'exception des chemins de fer et des tramways circulant sur des voies qui leur sont propres », et d'aucuns ont soutenu que du fait de la présence d'une route, au passage à niveau, le train circule sur une voie commune. Toutefois, la Cour de Cassation a rejeté cette interprétation, en considérant « … qu'une voie ferrée n'est pas une voie commune aux chemins de fer et aux usagers de la route, ces derniers pouvant seulement la traverser à hauteur d'un passage à niveau, sans pouvoir l'emprunter ». Le régime de responsabilité administrative des passages à niveau en tant qu'ouvrages publics subsiste donc.
Il tend cependant à devenir purement résiduel. D'une part, parce que les juridictions judiciaires interprètent extensivement la notion de faute d'exploitation justifiant leur compétence. C'est le cas, par exemple, lorsqu'un passage à niveau s'avère notoirement dangereux si la SNCF n'a pas effectué tous les aménagements et pris toutes les précautions nécessaires. D'autre part, parce que les victimes choisissent fréquemment de les saisir plutôt que les juridictions administratives compte tenu de leurs solutions de fond beaucoup plus favorables, pouvant même impliquer une responsabilité sans faute de la SNCF. Ainsi, la Cour de Cassation a admis que celle-ci peut être tenue pour responsable de la faute d'imprudence d'un conducteur franchissant un passage à niveau fermé, ce fait n'étant pas imprévisible puisque « l'imprudence des conducteurs automobiles est malheureusement fréquente au point que chaque année de nombreux accidents surviennent malgré l'abaissement des barrières ou la présence d'autres véhicules bloqués sur la voie et ce, en contravention avec le code de la route ».

## Diagnostics de sécurité
En 2019, un plan d'action, visant à sécuriser un plus grand nombre de passages à niveau et ce à moindre coût, est défini.
En décembre 2019, la loi d'orientation des mobilités (LOM) rend obligatoire les diagnostics de sécurité. Le Cerema élabore donc des doctrines basées sur une meilleure connaissance des passages à niveau et du risque, pour aider les collectivités locales dans leur gestion : sur 15 405 passages à niveau, 0,4 % d'entre eux se trouvent sur une route nationale, tandis que 31,4 % sont rencontrés sur une route départementale et 68,2 % sur une route communale.